# Agrypnia obsoleta
Agrypnia obsoleta är en nattsländeart som först beskrevs av Hagen 1864.  Agrypnia obsoleta ingår i släktet Agrypnia och familjen broknattsländor. Arten är reproducerande i Sverige. Utöver nominatformen finns också underarten A. o. reticulata.

## Bildgalleri

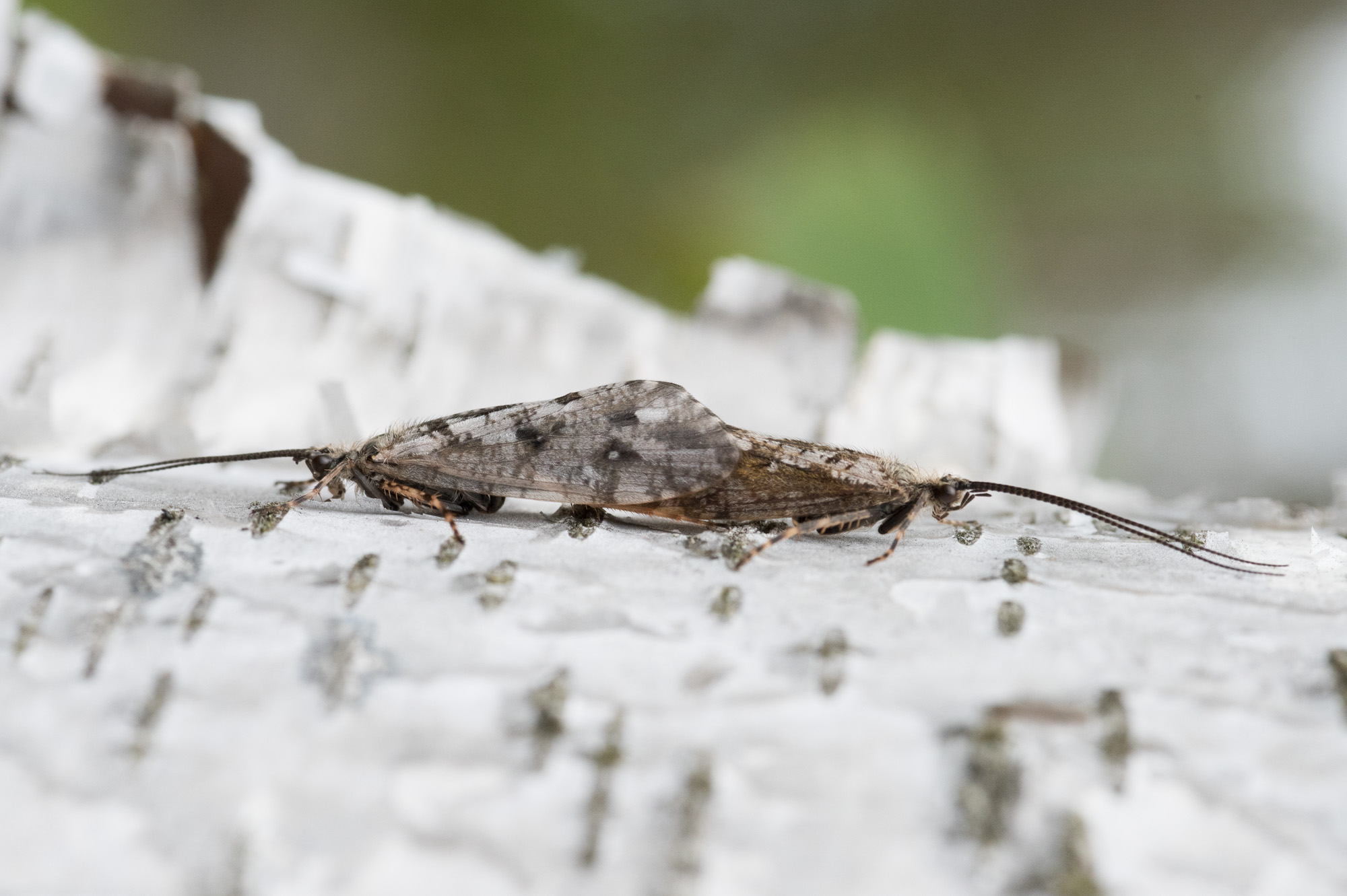
Honan till vänster
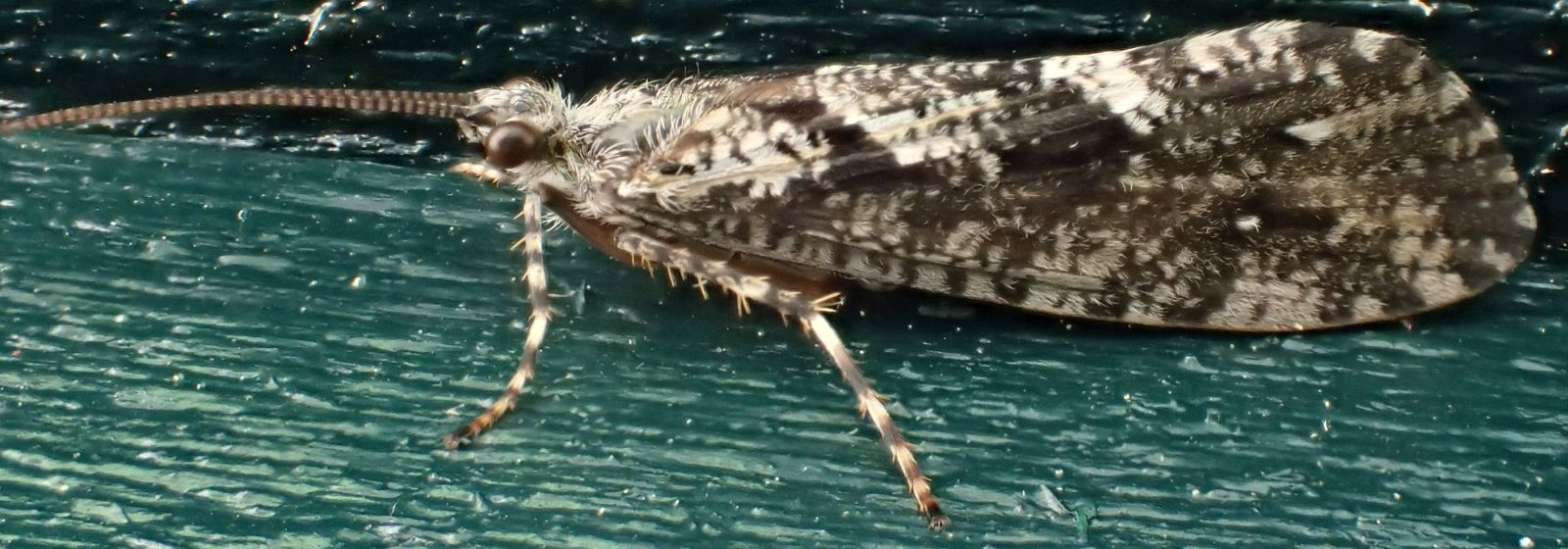
Hane
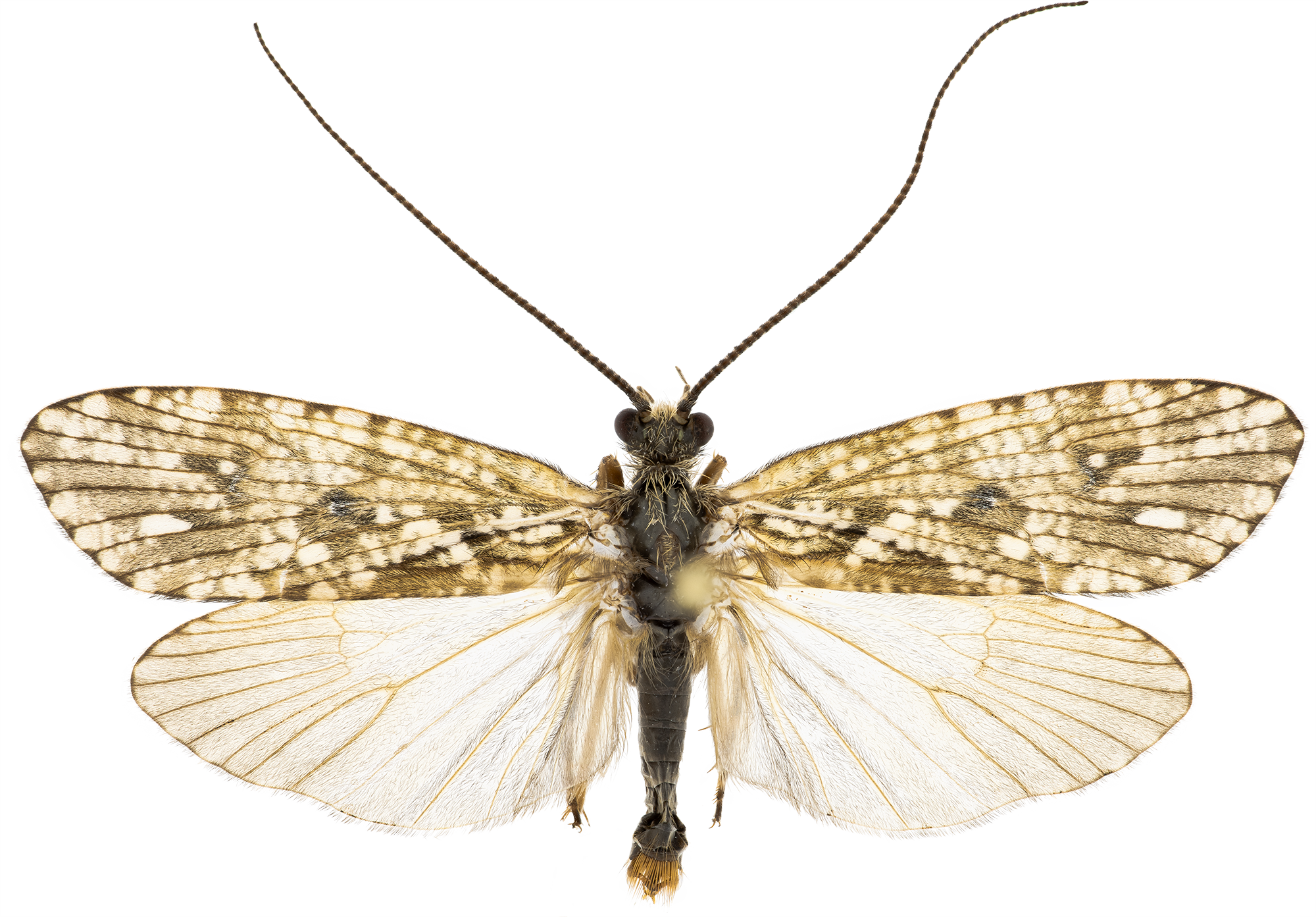
Hane
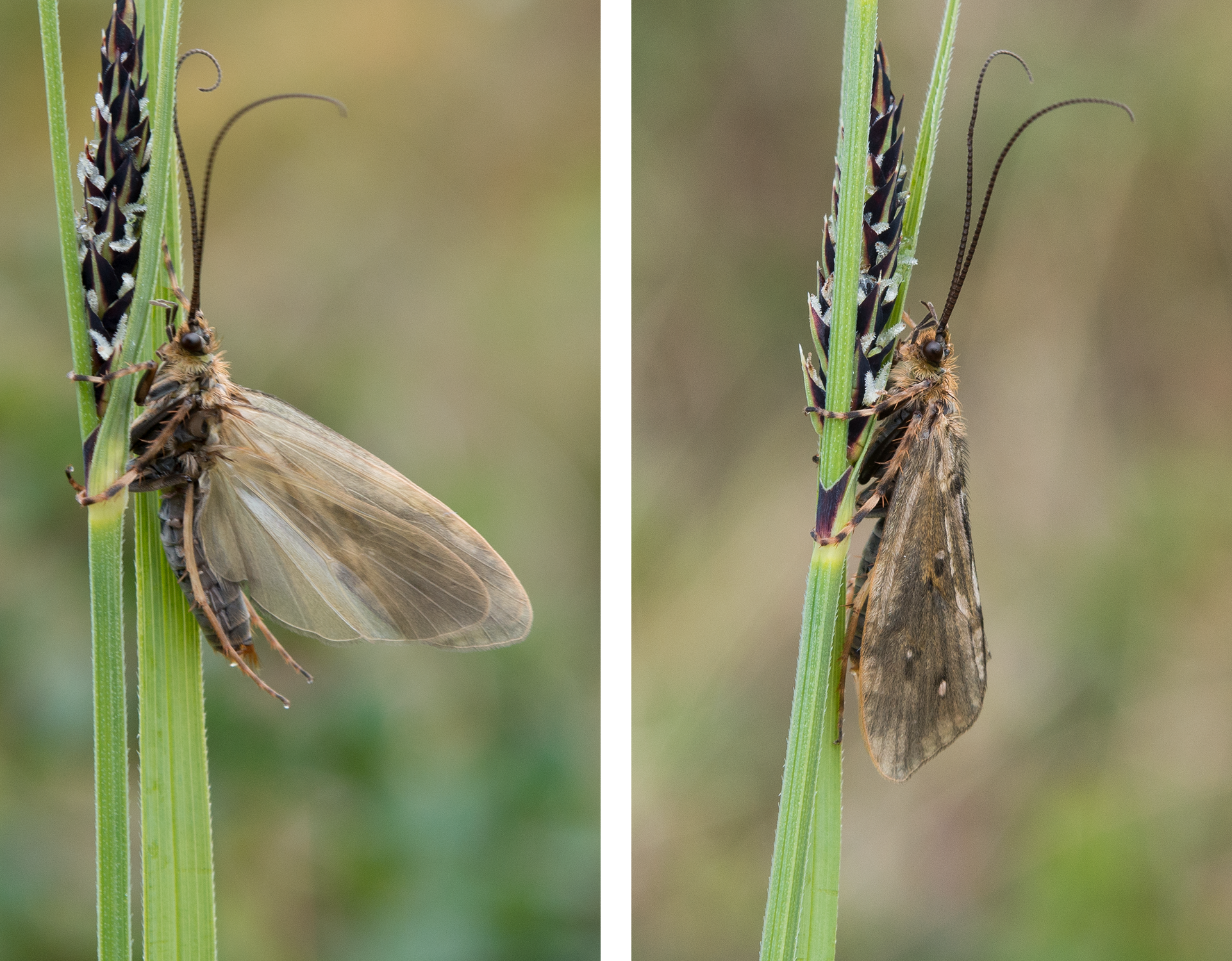
Kläckning och vridning av vingarna
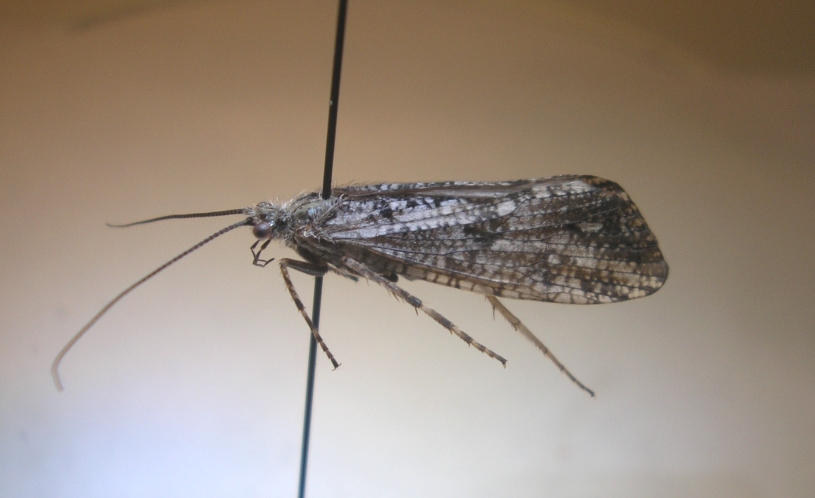
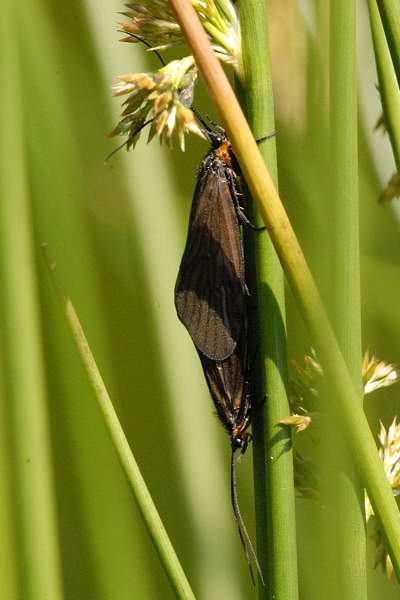